# Streczniański Przesmyk

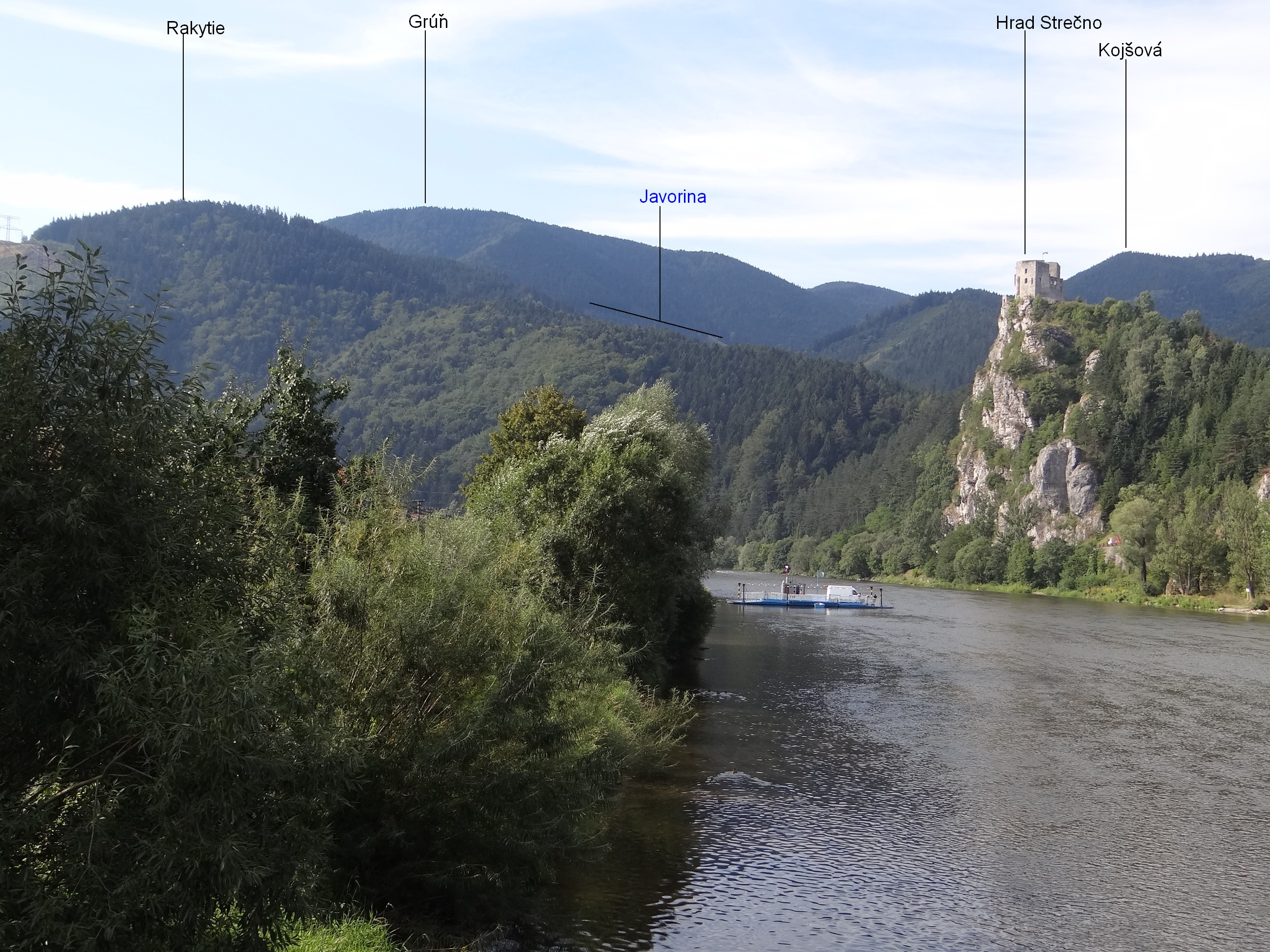
Streczniański Przesmyk i Zamek Strečno

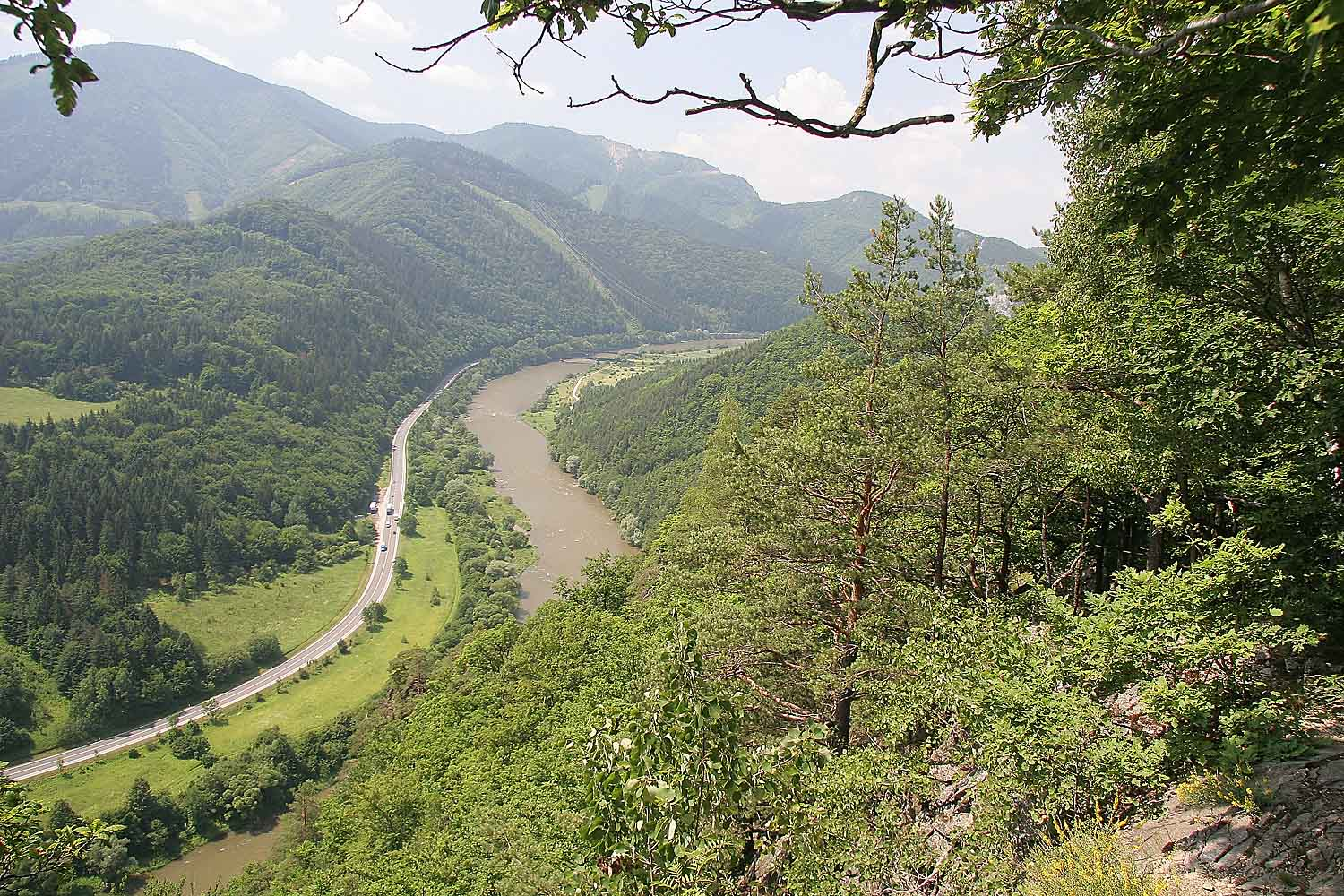
Streczniański Przesmyk

Streczniański Przesmyk lub Streczniański Przełom (słow. Strečniansky priesmyk, Strečniansky prielom, Strečnianska tiesňava) – przełom rzeki Wag między miejscowościami Strečno i Nezbudská Lúčka na Słowacji. Rzeka Wag pod koniec trzeciorzędu i na początku czwartorzędu wcięła się w pasmo górskie Małej Fatry dzieląc je na dwie części: 
- Małą Fatrą Luczańską – po lewej stronie biegu rzeki.
- Małą Fatrą Krywańską – po prawej stronie rzeki[3].

Streczniański Przesmyk jest najniższym miejscem w Małej Fatrze (ok. 360 m n.p.m.). Nazwa przełomu pochodzi od miejscowości Strečno na lewym brzegu Wagu. Wzdłuż lewego brzegu rzeki Wag biegnie tędy  droga krajowa nr 18, przejazd z niej do znajdującej się nad prawym brzegiem miejscowości Nezbudská Lúčka możliwy jest tylko promem samochodowym (brak mostu). Linia kolejowa w tym miejscu biegnie również po lewej stronie Wagu, wzgórze Domašín pokonując tunelem.
Streczniański Przesmyk od zawsze miał duże znaczenie strategiczne i komunikacyjne. Na wysokich skałach nad jego brzegami zbudowano dwa zamki Zamek Starý hrad i Zamek Strečno strzegące traktu i pobierające myto od przejezdnych.
Jest to jedyny w swoim rodzaju przełom rzeki i meander w całych Karpatach Zachodnich.  W 1978 r. cały jego rejon objęto ochroną ścisłą. Obecnie są to 3 obszary ochrony ścisłej:
- pomnik przyrody Domašínsky meander obejmujący wzgórze Domašín na lewym brzegu Wagu,
- rezerwat przyrody Starý hrad z zamkiem Starý hrad na prawym brzegu,
- rezerwat przyrody Krivé na prawym brzegu[1].